# دیسکاور کارت
دیسکاور کارت (به انگلیسی: Discover Card) از اصلی‌ترین کارت‌های اعتباری در ایالات متحده آمریکا است، که متعلق به شرکت خدمات مالی دیسکاور فایننشال می‌باشد.
دیسکاور کارت نخستین بار در سال ۱۹۸۵ به‌عنوان شبکه کارت‌های اعتباری فروشگاه سیرز، فعالیت خود را آغاز کرد. در سال ۱۹۹۷ به‌عنوان زیرمجموعه‌ای از شرکت دین ویتر، به مورگان استنلی واگذار شد و در سال ۲۰۰۷ در پی اسپین-آف، به‌عنوان یک شرکت عمومی، در شهر شیکاگو ثبت گردید.
در ماه آوریل ۲۰۰۸ شرکت دیسکاور فایننشال شبکه کارت‌های اعتباری دینرز کلاب را به ارزش ۱۵۶ میلیون دلار، از بانک سیتی‌گروپ خریداری کرد و در پی ادغام دارایی‌های بخش ایالات متحده آن، دیسکاور کارت، پس از ویزا کارت، مسترکارت و آمریکن اکسپرس، به چهارمین شبکه کارت‌های اعتباری در ایالات متحده آمریکا تبدیل شد.